# Добропільська міська територіальна громада
Добропільська міська територіальна громада — територіальна громада в Україні, у Покровському районі Донецької області з адміністративним центром у місті Добропілля.

## Загальна інформація
Площа території — 265,5 км², населення громади — 43 827 осіб (2020 р.).

## Населені пункти
У складі громади 16 населених пунктів — 2 міста (Білицьке і Добропілля), 6 селищ (Водянське, Новий Донбас, Світле, Святогорівка, Чернігівка, Шевченко) і 8 сіл (Вікторівка, Вірівка, Ганнівка, Копані, Нововікторівка, Новоукраїнка, Рубіжне та Степи).

## Історія
Створена у 2020 році, відповідно до розпорядження Кабінету Міністрів України № 721-р від 12 червня 2020 року «Про визначення адміністративних центрів та затвердження територій територіальних громад Донецької області», шляхом об'єднання територій та населених пунктів Добропільської міської ради, Білицької міської ради Добропільської міської ради, Святогорівської селищної, Ганнівської та Світлівської сільських рад Добропільського району Донецької області.